# آیزناخ
آیزناخ شهری در ایالت تورینگن آلمان است. این شهر به خطوط راه‌آهن آلمان متصل است.